# Lil Wyte
Lil Wyte (Memphis, Tennessee — 6 de outubro de 1982) é um rapper e compositor americano.
Lil, teve inicio a sua carreira musical nos anos 90 chegou a gravar 11 álbuns e 11 mixtapes ele está com novo trabalho o álbum de estraía de 2016 chamado New Wyte Order, gravado pela gravadora pertencido ao rapper DJ Paul do grupo de rap Three 6 Mafia.

## Discografia

### Álbuns de estúdio
- 2003 – Doubt Me Now
- 2004 – Phinally Phamous
- 2007 – 	The One and Only
- 2009 – 	The Bad Influence
- 2011 – Year Round
- 2012 – Still Doubted?
- 2013 – No Filter
- 2014 – B.A.R.
- 2015 – Overworked and Underpaid
- 2016 – New Wyte Order